# 몽키렌치

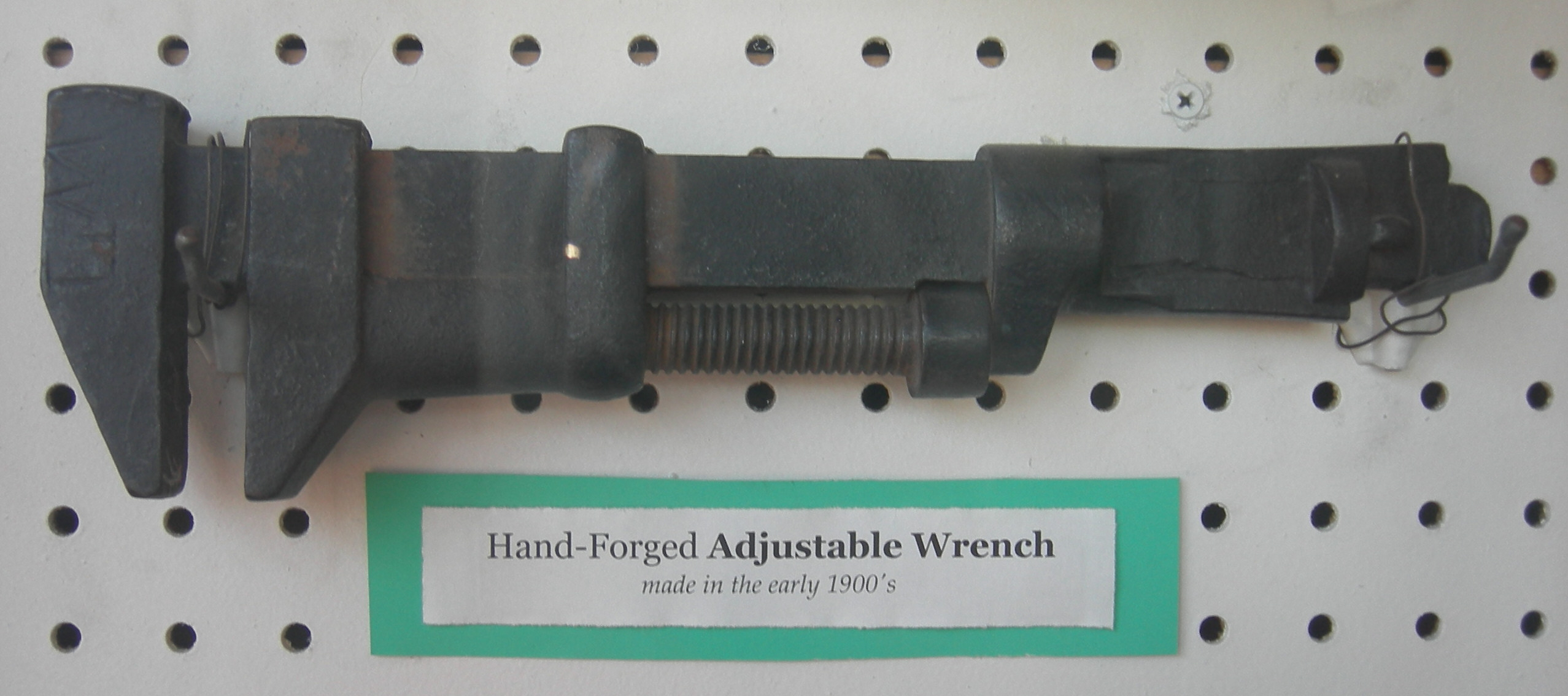

몽키렌치(미국 영어: monkey wrench 또는 Ford wrench, 영국 영어: coach wrench) 또는 몽키스패너는 렌치의 일종으로, 18세기 영국에서 발명된 어저스터블스패너를 미국에서 개량한 것이다. 19세기와 20세기에 걸쳐 널리 사용되었으나, 21세기 현재에는 경량의 스패너들이 많이 개발되어 멍키 렌치는 특수한 경우에만 사용되고 있다.

## 같이 보기
- 어저스터블스패너
- 파이프렌치